# Afrikanska stadgan om mänskliga och folkens rättigheter
Afrikanska stadgan om mänskliga och folkens rättigheter (African Charter on Human and Peoples' Rights) el. Banjulstadgan, är den afrikanska motsvarigheten till Europakonventionen; internationell föreskrift om de mänskliga rättigheterna som gäller för Afrika. 
Stadgan undertecknades 27 juni 1981 i Nairobi, Kenya, av Afrikanska enhetsorganisationen (OAU) som sedan 2001 ersattes av Afrikanska unionen (AU). Stadgan trädde i kraft 21 oktober 1986, varför den 21 oktober firas som Afrikanska mänskliga rättigheters dag. Alla 53 medlemsländer i AU har ratificerat stadgan.
Den afrikanska stadgan tillkom, inspirerad av Europakonventionen, för att ena Afrika i kampen för de mänskliga rättigheterna och för att samla FN:s konventioner i ett dokument. I förordet hänvisas till värdena i den afrikanska civilisationen och strävan mot sionism. 
Den är olik Europakonventionen och FN:s universella deklaration om de mänskliga rättigheterna så till vida att den vid sidan av individers rättigheter även innehåller kollektiva rättigheter samt skyldigheter för individen (kap. II). Stadgan utgörs av 68 artiklar.
Kontrollorganet för stadgan, vars direktiv finns i densamma, är Afrikanska kommissionen för mänskliga och folkens rättigheter i Banjul, Gambia, som stiftades 1987. De länder som ratificerat stadgan erlägger årligen rapport inför kommissionen, och dessutom finns särskilda rapportörer, men kommissionen bedriver även i stor utsträckning eget arbete för att främja de mänskliga rättigheterna. 1997 stiftades Afrikanska domstolen för de mänskliga rättigheterna, men hade ännu inte trätt i kraft 2003.
AU har efter stadgans tillkomst även författat den afrikanska stadgan för barnens rättigheter och välfärd (1990), som 2002 endast hade ratificerats av 27 medlemsstater och Maputo-protokollet (2003) om kvinnors rättigheter, som 2005 endast hade.